# 슬래진저

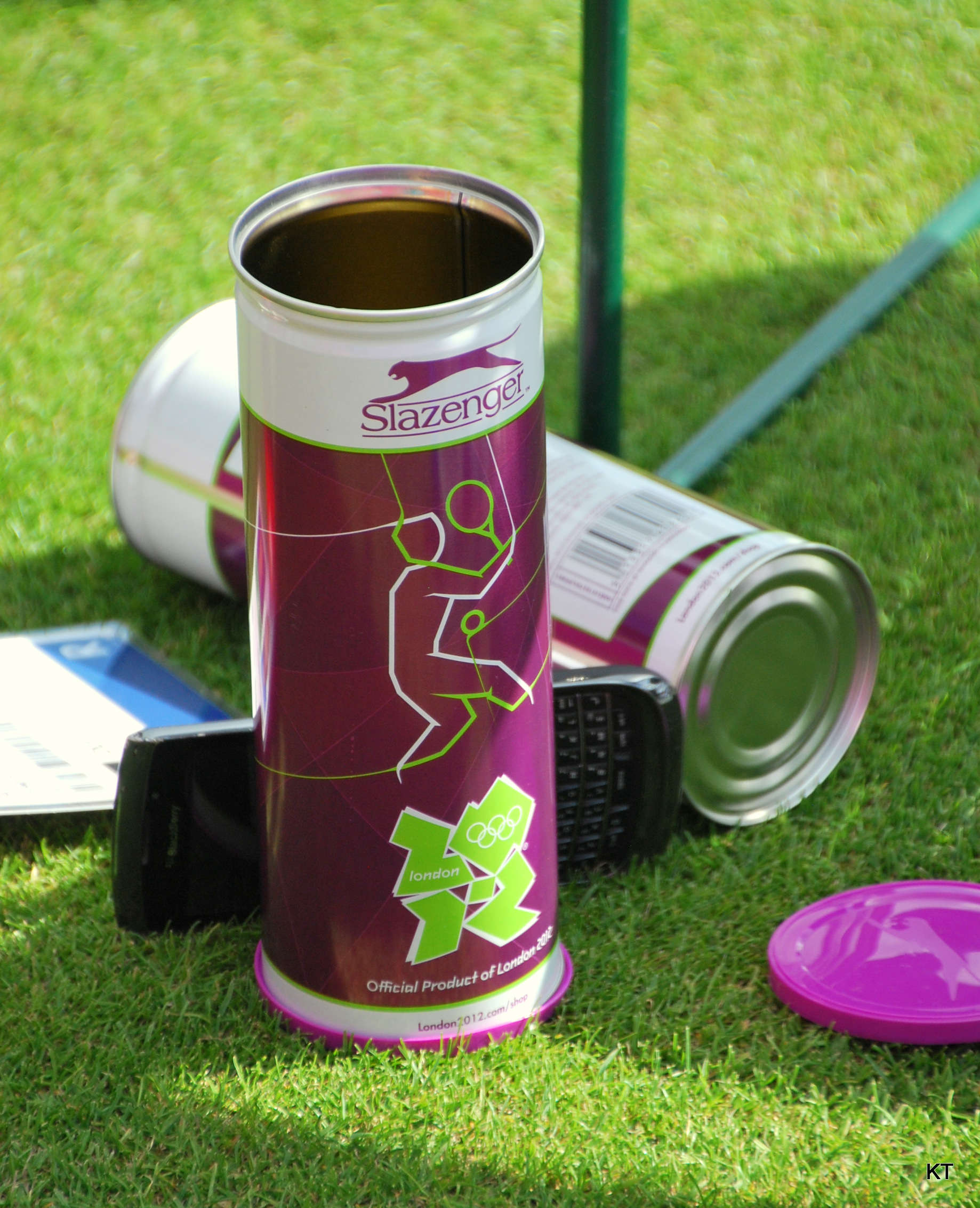

슬래진저(영어: Slazenger; /ˈslæzɪndʒər/) 1882년에 설립된 영국의 스포츠 용품 및 의류 제조업체이다.